# Sérgio Ricardo de Jesus Vertello
Sérgio Ricardo de Jesus Vertello (født 19. september 1975) er en tidligere brasiliansk fodboldspiller.